# ارين كريمر
ارين كريمر (بالإنجليزية: Warren Kremer)‏ هو فنان قصص مصورة ورسام كارتون أمريكي، ولد في 26 يونيو 1921 في ذا برونكس في الولايات المتحدة، وتوفي في 24 يوليو 2003 في جلان ريدج في الولايات المتحدة.

## وصلات خارجية
- ارين كريمر على موقع IMDb (الإنجليزية)